# پیشتین
پیشتین (به چکی: Pištín) یک منطقهٔ مسکونی در جمهوری چک است که در شهرستان چسکه بودیوویتسه واقع شده‌است. پیشتین ۱۴٫۰۳ کیلومتر مربع مساحت و ۵۶۱ نفر جمعیت دارد و ۳۹۸ متر بالاتر از سطح دریا واقع شده‌است.